# Douglas (Dakota Północna)
Douglas – miasto w Stanach Zjednoczonych, w stanie Dakota Północna, w hrabstwie Ward.